# Vortimer
Vortimer was volgens de Historia Brittonum (hij wordt door Gildas, Bede en de Anglo-Saxon Chronicle niet genoemd) de zoon van Vortigern en de leider van de Britten in de strijd tegen Hengest. Hij wist de Angelsaksen uit Kent te verdrijven en over zee te doen vluchten, maar na zijn dood liet Vortigern ze weer terugkeren, en werd een groot aantal Britse edelen op verraderlijke wijze gedood.
Volgens de legende, zoals beschreven door Geoffrey of Monmouth, was Vortimer koning van Brittannië. Hij was de zoon van Vortigern, die hij van de troon stiet, maar werd later door zijn vader vermoord, die daarop opnieuw bezit van de troon nam.